# 植田尚
植田 尚（うえだ ひさし、1968年5月4日 - ）は、日本のテレビドラマ演出家、映画監督、脚本家。愛知県出身。メディアミックス・ジャパン（MMJ）所属。

## 人物
長い演出補の経験を経て、2001年に「氷点2001」（テレビ朝日）で初演出（演出補兼任）。以降MMJに所属し、多くのテレビドラマ制作に携わる。また、映画の監督や脚本も手掛けている。

## 作品

### テレビドラマ
単発も含む。
演出
- 氷点2001（2001年、テレビ朝日）
- 特命係長 只野仁（2ndシーズン）（2005年、テレビ朝日）
- 特命係長 只野仁スペシャル2（2005年、テレビ朝日）
- 鬼嫁日記（2005年、関西テレビ）
- 7人の女弁護士（2006年、テレビ朝日）
- 結婚できない男（2006年、関西テレビ）
- 特命係長 只野仁（3rdシーズン）（2007年、テレビ朝日）
- 鬼嫁日記 いい湯だな（2007年、関西テレビ）
- オトコの子育て（2007年、テレビ朝日）
- 特命係長 只野仁スペシャル4（2008年、テレビ朝日）
- 無理な恋愛（2008年、関西テレビ）
- チーム・バチスタの栄光（2008年、関西テレビ）
- 白い春（2009年、関西テレビ）
- おひとりさま（2009年、TBS）
- まっすぐな男（2010年、関西テレビ）
- チーム・バチスタ2 ジェネラル・ルージュの凱旋（2010年、関西テレビ）
- 明日の光をつかめ（2010年、東海テレビ）
- FACE MAKER（2010年、読売テレビ）
- 家族法廷（2011年、BS朝日）
- 明日の光をつかめ2（2011年、東海テレビ）
- 秘密諜報員 エリカ（2011年、読売テレビ）
- O-PARTS〜オーパーツ〜（2012年2月27日 - 3月1日4夜連続、フジテレビ）
- Wの悲劇（2012年、テレビ朝日）
- VISION-殺しが見える女-（2012年、読売テレビ）
- サキ（2013年、関西テレビ）
- お天気お姉さん（2013年、テレビ朝日）
- 明日の光をつかめ -2013夏-（2013年、東海テレビ）
- チーム・バチスタ4 螺鈿迷宮（2014年、関西テレビ）
- トクボウ 警察庁特殊防犯課（2014年、読売テレビ）
- 黒服物語（2014年、テレビ朝日）
- 天使と悪魔-未解決事件匿名交渉課-（2015年、テレビ朝日）
- ホテルコンシェルジュ（2015年、TBS）
- サムライせんせい（2015年、テレビ朝日）
- お義父さんと呼ばせて（2016年、関西テレビ）
- リテイク 時をかける想い（2016年 - 2017年、東海テレビ）
- ごめん、愛してる（2017年、TBS）
- ボイメン新世紀 祭戦士ワッショイダー（2018年、CBC）
- あなたには渡さない（2018年、テレビ朝日）
- 歌舞伎町弁護人 凛花（2019年、BSテレ東）
- まだ結婚できない男（2019年、関西テレビ）
- 年下彼氏（2020年、朝日放送テレビ・テレビ朝日）
- 群青領域（2021年、NHK）
- 波よ聞いてくれ（2023年、テレビ朝日）
- ミス・ターゲット（2024年、朝日放送テレビ）
- 年下彼氏2（2024年、朝日放送テレビ）

助監督・演出補
- いつか好きだと言って（1993年、TBS）
- 奇跡の少年（1996年、岩手めんこいテレビ）
- 木曜の怪談「悪霊学園」（1997年、フジテレビ）
- 世にも奇妙な物語 春の特別編（1998年、フジテレビ）
- 可愛いだけじゃダメかしら?（1999年、テレビ朝日）
- 君の手がささやいている 第3章（1999年、テレビ朝日）
- ザ・美容室（2000年、東海テレビ）
- 奇跡の大逆転!「ゴーストライター」（2000年、TBS）
- OLビジュアル系1（2000年、テレビ朝日）
- 愛のことば（2001年、東海テレビ）
- 氷点2001（2001年、テレビ朝日）
- サトラレ（2002年、テレビ朝日）
- みの刑事の愛の事件簿大作戦（2002年、BSジャパン）
- ダンシングライフ（2003年、TBS）
- アットホーム・ダッド（2004年、関西テレビ）
- 特命係長 只野仁リターンズ（2004年、テレビ朝日）

プロデューサー
- ダブルタップミステリー（2023年、テレビ朝日）

### 映画
- パセリ（2004年）※脚本兼務
- 特命係長 只野仁 最後の劇場版 （2008年）監督
- ViVA!Kappe（2009年）監督
- BOYS AND MEN ～One For All, All For One～（2016年）監督
- 棘の中にある奇跡 〜笠間の栗の木下家〜（2018年）監督
- バイバイ、ヴァンプ!（2020年）監督

### ウェブテレビ
- 主夫メゾン（2021年2月26日‐、TELASA）[1]

### その他
- 魔神騎士ジャック☆ガイスト（2000年、OV）
- 姫 HIME（2003年、インターネット）
- パパは名探偵?（2003年、OV）※脚本兼務
- 特装 刑事マン（2003年、OV）※脚本兼務